# ندوة عسلية

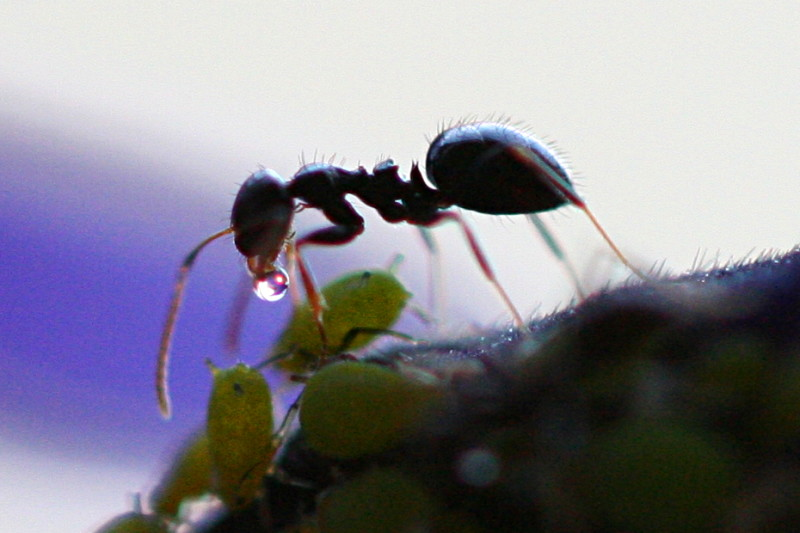
حشرة من تمنح نملة ندوة عسلية في صورة من صور التعايش التعاوني.

الندوة العسلية (ملاحظة 1) هو صمغ حلو تفرزه حشرة المن وبعض الحشرات الحرشفية (أو القشرية) التي تمتص نسغ النبات وتطرح الفائض منه مكونة الندوة العسلية، وهذا الإفراز الذي يجذب الحشرات والنمل. وتساعد الندوة العسلية على نمو الفطر الأسود الذي يسبب السخام (الاسوداد) في نباتات الزينة. تقوم نحلات العسل والزنابير بامتصاص الندوة العسلية وتحويله إلى عسل أسود مركز ذي قيمة طبية. في حين تمنح حشرة المن النمل الندوة العسلية مباشرة لأن وجود النمل يبعد الدعاسيق التي تلتهم حشرات المن. وتعد الندوة العسلية من منتجات الحشرات نصفية الأجنحة. لكن بعض اليساريع التي تنتمي إلى فصيلة الحشرات النحاسية بمقدورها إفراز الندوة العسلية.

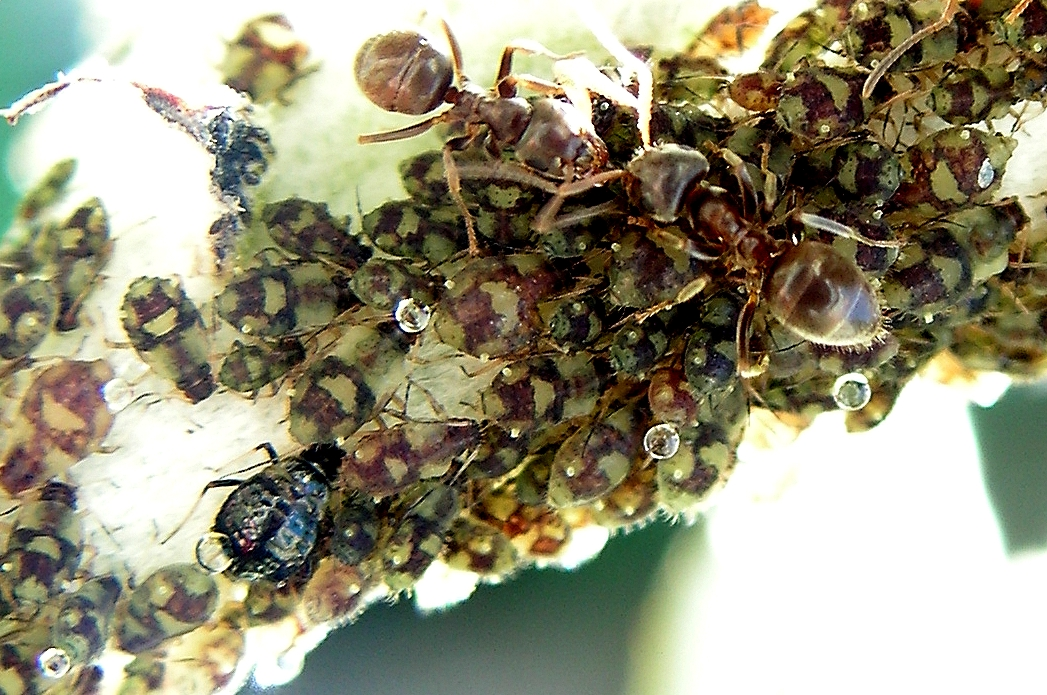
صورة أخرى من صور التنافع بين النمل والمن.

## هوامش
- ملاحظة 1 المرادفات:  المَنّ[6][7] أو المِغْثِر[8][9][10][11] أو المغثار  أو المُغْثُور[10][11][12] أو المِغفِر[8][11] أو المُغْفُور[10][11] أو المن العَسلِيّ[13]